# Johan de Requeixo
Johan de Requeixo (fl. XIII secolo) è stato uno xograr galiziano della fine del XIII secolo.
È autore di cinque cantigas de amigo, tutte cantigas de romería, incentrate intorno al santuario di monte Faro a Chantada. 
Nel 2004, grazie all'iniziativa dell'Asociación Xohan de Requeixo, si eressero cinque monoliti recanti incise poesie di questo poeta medievale.